# Ichneumon obsoletus
Ichneumon obsoletus är en stekelart som beskrevs av Gmelin 1790. Ichneumon obsoletus ingår i släktet Ichneumon och familjen brokparasitsteklar. Inga underarter finns listade i Catalogue of Life.